# Jack Antonoff
Jack Michael Antonoff, född 31 mars 1984 i Bergenfield i New Jersey, är en amerikansk musiker, låtskrivare och musikproducent. Han är medlem i gruppen Fun, och släpper även musik under artistnamnet Bleachers.
Antonoff har även skrivit musik till andra artister som Lana Del Rey, Taylor Swift, Carly Rae Jepsen och Tegan and Sara.
Mellan 2012 och 2017 hade han ett förhållande med Lena Dunham. Sedan 2023 är han gift med skådespelaren Margaret Qualley.